# Chuck Willis
Harold „Chuck“ Willis (* 31. Januar 1928 in Atlanta, Georgia; † 10. April 1958 ebenda) war ein US-amerikanischer Blues- und Rhythm-and-Blues-Sänger und Songwriter.
Willis sang zunächst bei einigen lokalen Bands, bevor er 1951 einen Vertrag bei Columbia Records unterschrieb. Erste Erfolge in der R&B-Hitparade hatte er mit den Coverversionen von Fats Dominos Goin' to the River. Von ihm stammt das Original von I Feel So Bad, das 1961 ein Hit für Elvis Presley wurde. Er selbst erreichte 1954 Platz 8 der R&B-Charts. Ab 1956 veröffentlichte Willis bei Atlantic Records. 1957 erfolgte seine erfolgreichste Aufnahme, ein Cover von Gertrude „Ma“ Raineys C. C. Rider, das Position eins der R&B- und Platz zwölf der Popcharts erreichte. 1958 starb er an einer Peritonitis im Alter von 30 Jahren.
Seine Version des Songs C. C. Rider wurde von der Rock and Roll Hall of Fame in die Liste der 500 Songs, die den Rock and Roll geprägt haben aufgenommen. Später coverten viele Bands seine Songs, unter anderem The Band, Charlie Rich, Otis Redding, Buddy Holly, Roy Orbison und Derek and the Dominos.